# Německé volby do spolkového sněmu 2021
Volby do Německého spolkového sněmu se v roce 2021 konaly 26. září. Jednalo se o řádné volby po čtyřech letech od voleb v roce 2017.

## Stav před volbami
Po volbách v roce 2017 byla po dlouhých koaličních jednáních ustavena čtvrtá vláda Angely Merkelové, přičemž vzniklá velká koalice CDU/CSU s SPD disponovala ve spolkovém sněmu většinou. Pokračování velké koalice bylo důsledkem slabších výsledků obou největších stran. Předseda SPD Martin Schulz, který zpočátku rezolutně odmítal pokračování koalice, rezignoval na svou stranickou funkci už v únoru 2018, a sama kancléřka Angela Merkelová rezignovala na funkci předsedkyně Křesťanskodemokratické unie (CDU) koncem října 2018, po slabém výsledku strany v zemských volbách v Hesensku. Poměrně záhy tedy bylo zřejmé, že největší strany povedou do voleb v roce 2021 noví vůdci.
Předsedkyní CDU byla poté zvolena bývalá sárská premiérka Annegret Krampová-Karrenbauerová, ale ta následně v únoru 2020 v důsledku kontroverzí kolem volby Thomase Kemmericha do funkce durynského premiéra oznámila, že rezignuje a do voleb v roce 2021 už CDU nepovede. Volbu nového předsedy, plánovanou na duben 2020, se ovšem kvůli pandemii covidu-19 podařilo realizovat až v lednu 2021, kdy jím byl zvolen Armin Laschet. Ani tím ovšem ještě nebylo jisté, kdo se stane kandidátem CDU/CSU na kancléře a média spekulovala o tom, že by se jím mohl stát předseda sesterské Křesťansko-sociální unie (CSU), Markus Söder.
Podobně SPD sice již v dubnu 2018 zvolila novou předsedkyni, Andreu Nahlesovou, ale ta rezignovala po slabých výsledcích ve volbách do Evropského parlamentu v květnu 2019. Nové spoluvůdce pro volby v roce 2021 se tak v SPD podařilo zvolit až na závěr roku 2019, kdy se jimi stali Norbert Walter-Borjans a Saskia Eskenová, a kandidátem na kancléře strana určila v srpnu 2020 ministra financí Olafa Scholze.
Spolupředsedy Alternativy pro Německo (AfD), která byla po volbách v roce 2017 třetí nejsilnější stranou sněmu a přitom s ní všechny zbylé strany odmítaly koaličně spolupracovat, se pro volby v roce 2021 stali Tino Chrupalla a Jörg Meuthen. V roce 2017 čtvrtou Svobodnou demokratickou stranu (FDP) by měl opět vést Christian Lindner. Předsedy Levice jsou Katja Kippingová a Bern Riexinger a předsedy Zelených Annalena Baerbocková a Robert Habeck.

## Výsledky
Počet poslanců ve spolkovém sněmu se po volbách zvýšil ze 709 na 736. Největší stranou se stala SPD s 206 poslanci. Druhá skončila se ziskem 197 CDU/CSU, pro kterou byl zisk 24,1 % nejhorší v historii. Třetí největší stranou je v Bundestagu nově Svaz 90/Zelení se 118 mandáty, pro které je to jejich nejlepší volební výsledek, byť si od volebních průzkumů na začátku roku 2021 pohoršili. Čtvrtá FDP mírně navýšila svůj zisk hlasů a má 92 poslanců. AfD, která skončila s 12,6 % třetí v roce 2017, získala 10,3 % a 83 mandátů, o 11 méně. Levice získala 4,9 % hlasů pro stranu, což je pod hranicí pro vstup do sněmu. Tři z kandidátů ale vyhráli jednomandátové okrsky, takže se do sněmu strana dostala s 39 poslanci. Kromě šesti politických subjektů úspěšných v předchozích federálních volbách byl do spolkového sněmu zvolen také jeden poslanec strany hájící zájmy dánské a fríské národnostní menšiny SSW, pro kterou neplatí nutnost překonat hranici 5 % hlasů. Ustavující schůze spolkového sněmu v novém složení proběhla 26. října 2021.

## Vládní koalice
Žádna ze stran nezískala většinu a obě vládní strany se postavily odmítavě k pokračování velké koalice. Protože pravicí obávaná červeno-červeno-zelená koalice kvůli slabému výsledku Levice nedosahovala na většinu a s AfD ostatní strany odmítají spolupracovat, nejpravděpodobnější byl bezprostředně po volbách vznik tříčlenné vládní koalice složené z FDP, Zelených a SPD („Semafor“) nebo CDU („Jamajka“). Konkrétnější vyjednávání mezi SPD, Zelenými a FDP formálně započalo 18. října. Vyjednávání trvalo do 24. listopadu, kdy byla zveřejněna koaliční smlouva čekající na interní schválení jednotlivými stranami. Mezi body smlouvy patří například konec používání uhlí do roku 2030, imigrační reforma, povolení regulovaného obchodu s marihuanou nebo zvýšení minimální mzdy na 12 euro za hodinu. Smlouva byla podepsána 7. prosince. 8. prosince 2021 byl Olaf Scholz jmenován kancléřem po volbě ve Spolkovém sněmu, ve které získal většinu 395 hlasů ze 707 zaznamenaných, 303 bylo proti. V novém kabinetu zasedlo sedm členů SPD, pět Zelených a čtyři členové FDP.